# École catholique des arts et métiers
Die École catholique des arts et métiers (ECAM Lyon) ist eine französische Ingenieurhochschule, die 1900 gegründet wurde.
Die Hochschule bildet Ingenieure mit einem multidisziplinären Profil aus, die in allen Bereichen der Industrie und des Dienstleistungssektors arbeiten.
Die ECAM ist eine staatlich anerkannte private Hochschule von allgemeinem Interesse mit Sitz in Lyon. Die Schule ist Mitglied der Universität Lyon.